# Glypta prolata
Glypta prolata là một loài tò vò trong họ Ichneumonidae.